# Leskeodon longicaulis
Leskeodon longicaulis är en bladmossart som beskrevs av Brotherus 1924. Leskeodon longicaulis ingår i släktet Leskeodon och familjen Daltoniaceae. Inga underarter finns listade i Catalogue of Life.